# Węgry na Letnich Igrzyskach Olimpijskich 1896
Węgry na Letnich Igrzyskach Olimpijskich 1896 były reprezentowane przez 7 sportowców w 6 dyscyplinach – lekkoatletyce, gimnastyce, podnoszeniu ciężarów, pływaniu, tenisie i zapasach. Zdobyli oni łącznie 6 medali, w tym 2 złote.

## Medaliści

### Złote medale
- Alfréd Hajós — pływanie, 100 stylem dowolnym

- Alfréd Hajós — pływanie, 1200 metrów stylem dowolnym

### Srebrne medale
- Nándor Dáni — lekkoatletyka, 800 metrów

### Brązowe medale
- Gyula Kellner — lekkoatletyka, maraton

- Alajos Szokolyi — lekkoatletyka, 100 metrów

- Momcsilló Tapavicza — tenis, singiel

## Wyniki

### Lekkoatletyka

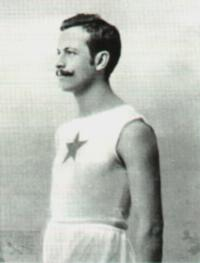
Nándor Dáni

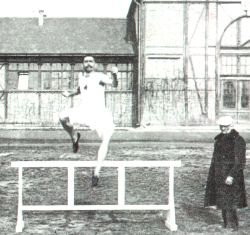
Alajos Szokolyi

| Koankurencja            | Miejsce   | Zawodnik        | Eliminacje | Finał                  |
| ----------------------- | --------- | --------------- | ---------- | ---------------------- |
| 100 metrów              | 3 miejsce | Alajos Szokolyi | 12,75 s    | 12,6 s                 |
| 800 metrów              | 2 miejsce | Nándor Dáni     | 2:10,2     | 2:11,8                 |
| 110 metrów przez płotki | –         | Alajos Szokolyi | nieznany   | nie zakwalifikował się |
| maraton                 | 3 miejsce | Gyula Kellner   | xxx        | 3:06:35                |

| Konkurencja | Miejsce   | Zawodnik        | Zawodnik |
| ----------- | --------- | --------------- | -------- |
| Trójskok    | 4 miejsce | Alajos Szokolyi | 11,26 m  |

### Gimnastyka
| Konkurencja                 | Miejsce | Zawodnik        |
| --------------------------- | ------- | --------------- |
| ćwiczenia na poręczach      | –       | Gyula Kakas     |
| ćwiczenia na poręczach      | –       | Desiderius Wein |
| ćwiczenia na drążku         | –       | Gyula Kakas     |
| ćwiczenia na drążku         | –       | Desiderius Wein |
| Skok przez konia            | –       | Gyula Kakas     |
| Skok przez konia            | –       | Desiderius Wein |
| ćwiczenia na koniu z łękami | –       | Gyula Kakas     |
| ćwiczenia na kółkach        | –       | Desiderius Wein |

### Pływanie

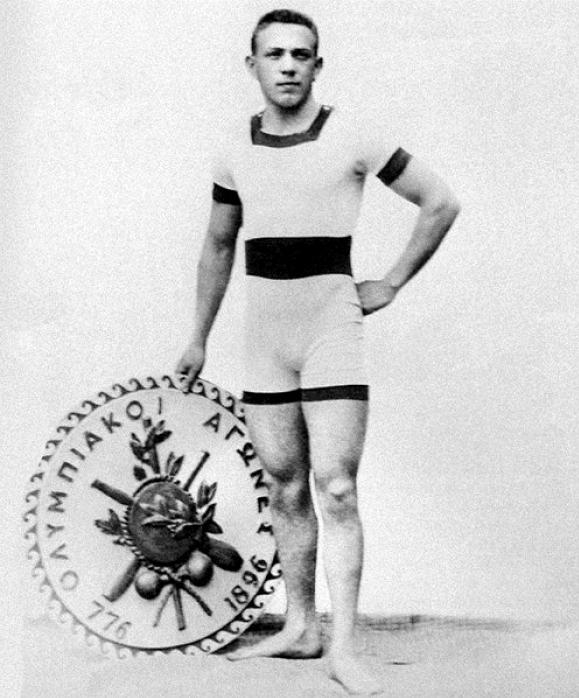
Alfréd Hajós

| Konkurencja                 | Miejsce   | Zawodnik     | Czas    |
| --------------------------- | --------- | ------------ | ------- |
| 100 metrów stylem dowolnym  | 1 miejsce | Alfréd Hajós | 1:22,2  |
| 1200 metrów stylem dowolnym | 1 miejsce | Alfréd Hajós | 18:22,2 |

### Tenis
| Konkurencja | Miejsce   | Zawodnik            | 1/8 finału | 1/4 finału | 1/2 finału | Finał                  |
| ----------- | --------- | ------------------- | ---------- | ---------- | ---------- | ---------------------- |
| Singiel     | 3 miejsce | Momcsilló Tapavicza | Zwycięstwo | Wolny los  | porażka    | nie zakwalifikował się |

### Podnoszenie ciężarów
| Konkurencja | Miejsce   | Zawodnik            | Najlepszy wynik |
| ----------- | --------- | ------------------- | --------------- |
| Oburącz     | 6 miejsce | Momcsilló Tapavicza | nieznany        |

### Zapasy
| Konkurencja | Miejsce   | Zawodnik            | 1/4 finału | 1/2 finału             | Finał                  |
| ----------- | --------- | ------------------- | ---------- | ---------------------- | ---------------------- |
| Greco-Roman | 4 miejsce | Momcsilló Tapavicza | porażka    | nie zakwalifikował się | nie zakwalifikował się |